# 집단 선량
집단 선량(Collective dose) 또는 집단 유효선량, 즉 선량 S는 이온화 방사선으로 인해 고려되는 기간 또는 수술 중 모든 개인 유효선량의 합으로 계산된다. 이는 노출된 인구에 대한 전리 방사선과 관련된 공정 또는 우발적 방출이 건강에 미치는 총 영향을 추정하는 데 사용할 수 있다. 총 집단선량은 방출 시점부터 환경에서 제거될 때까지 노출된 인구 집단에 대한 선량으로, 시간을 적분하면 무한대가 될 수 있다. 그러나 선량은 일반적으로 특정 집단과 명시된 시간 간격에 대해 보고된다. 국제 방사선 방어 위원회(ICRP)는 "장기간 및 넓은 지리적 지역에 걸쳐 낮은 개인선량이 집계되는 것을 방지하려면 유효선량 범위와 기간을 제한하고 지정해야 한다"고 명시하고 있다.

## 단위
집단선량 S의 SI 단위는 맨시버트(man-sievert)이다. 사람-렘(person-rem)은 일부 규제 시스템에서 비SI 단위로 사용되기도 한다.

## 예
고립된 지역에서 실시된 대기권 핵무기 실험은 한 사람에게 1mSv 미만의 선량을 주는 경우가 많았다. 20세기에 수행된 수천 건의 대기 테스트는 이제 낙진으로 인해 매년 30,000man-Sv의 집단 선량을 유발한다. 연간 복용량은 매년 감소한다.

## 같이 보기
- 방사성 붕괴
- 급성방사선증후군
- 이온화 방사선
- 흡수선량유효선량
- 등가선량
- 시버트